# Весёлое (Джанкойский район)
Весёлое (укр. Веселе, крымскотат. Vesöloye) — село в Джанкойском районе Республики Крым, входит в состав Яркополенского сельского поселения (согласно административно-территориальному делению Украины — Яркополенского сельского совета Автономной Республики Крым).

## Население
| 2001 | 2014 |
| ---- | ---- |
| 278  | ↘203 |

Всеукраинская перепись 2001 года показала следующее распределение по носителям языка
| Язык             | Процент |
| ---------------- | ------- |
| русский          | 53.6    |
| крымскотатарский | 32.01   |
| украинский       | 13.31   |

### Динамика численности
- 1926 год — 105 чел.[10]
- 1939 год — 225 чел.[11]
- 2001 год — 278 чел.[12]
- 2009 год — 242 чел.[13]
- 2014 год — 203 чел.[14]

## Современное состояние
На 2017 год в Весёлом числится 3 улицы; на 2009 год, по данным сельсовета, село занимало площадь 53,4 гектара на которой, в 103 дворах, проживало 242 человека. В селе действуют сельский клуб

## География
Весёлое — село на юге района, в степном Крыму, высота центра села над уровнем моря — 37 м. Соседние сёла: Яркое Поле в 2 километрах на север и Вольное в 2,2 километра на юг. Расстояние до райцентра — около 17 километров (по шоссе), ближайшая железнодорожная станция — Отрадная — около 3 километров. Транспортное сообщение осуществляется по региональной автодороге 35Н-188 от шоссе 35Н-182 Славянка — Тимирязево (по украинской классификации — С-0-10464).
.

## История
Судя по доступным историческим документам, село Весёлая (записано именно так) возникло в начале 1920-х годов, поскольку впервые встречается в Списке населённых пунктов Крымской АССР по Всесоюзной переписи 17 декабря 1926 года, согласно которому, с в селе Весёлая, Немецко-Джанкойского сельсовета Джанкойского района, числилось 17 дворов, все крестьянские, население составляло 105 человек, из них 73 украинца и 32 русских. После образования в 1935 году немецкого национальный (лишённого статуса национального постановлением Оргбюро ЦК КПСС от 20 февраля 1939 года) Тельманского района село, вместе с сельсоветом (который к тому времени назывался уже просто Джанкойским) включили в его состав. По данным всесоюзная перепись населения 1939 года в селе проживало 225 человек.
После освобождения Крыма от фашистов в апреле, 12 августа 1944 года было принято постановление № ГОКО-6372с «О переселении колхозников в районы Крыма» по которому в район из областей Украины и России переселялись семьи колхозников, а в начале 1950-х годов последовала вторая волна переселенцев из различных областей Украины. С 25 июня 1946 года Весёлое в составе Крымской области РСФСР. 26 апреля 1954 года Крымская область была передана из состава РСФСР в состав УССР. Время включения в Яркополенский сельсовет пока не установлено: на 15 июня 1960 года село уже числилось в его составе. 1 января 1965 года, указом Президиума ВС УССР «О внесении изменений в административное районирование УССР — по Крымской области», Весёлое вновь включили в состав Джанкойского района. С 12 февраля 1991 года село в восстановленной Крымской АССР, 26 февраля 1992 года переименованной в Автономную Республику Крым. С 21 марта 2014 года в составе Крыма аннексировано Россией.